# Roger Bigod, conte di Norfolk
Roger Bigod, conte di Norfolk (Normandia, ... – 9 settembre 1107), è stato un cavaliere medievale normanno.
Egli partecipò alla conquista normanna dell'Inghilterra. Ottenne grande potere nell'Anglia orientale e cinque dei suoi discendenti divennero conti di Norfolk. Era noto anche come Roger Bigot: con questo nome appare tra i testimoni della concessione dello Statuto delle libertà di Enrico I d'Inghilterra.

## Biografia
Roger proveniva da una famiglia di poveri cavalieri della Normandia. Robert le Bigot, certamente parente di Roger, forse suo padre, acquisì una posizione importante come famiglio di Guglielmo, duca di Normandia (poi Guglielmo I d'Inghilterra), probabilmente per aver rivelato al duca un complotto ordito da suo cugino William Werlenc.
In seguito alla conquista normanna dell'Inghilterra, sia Roger che Robert furono ricompensati con consistenti proprietà in Anglia orientale. Il Domesday Book del 1086 elenca Roger come titolare di sei signorie nell'Essex, 117 nel Suffolk e 187 nel Norfolk.
Roger Bigod aveva come base Thetford, nel Norfolk, allora sede del vescovo, dove fondò un priorato che in seguito fu ceduto all'abbazia di Cluny. Nel 1101 consolidò ulteriormente il suo potere quando Enrico I gli concesse la licenza per costruire un castello a Framlingham, che divenne sede del potere della famiglia fino alla caduta nel 1307. Un altro dei suoi castelli era Bungay Castle, sempre nel Suffolk.
Nel 1069, insieme a Robert Malet e Ralph de Gael (allora conte di Norfolk), Roger bloccò il tentativo di invasione del danese Sweyn Estrithson vicino a Ipswich. Dopo la caduta di Ralph de Gael nel 1074, Roger fu nominato sceriffo di Norfolk e Suffolk e acquisì molte delle proprietà del conte espropriato. Per questo motivo, talvolta viene considerato conte di Norfolk, ma probabilmente non fu mai effettivamente nominato conte (fu infatti suo figlio Hugh ad acquisire il titolo nel 1141). Acquisì ulteriori proprietà grazie alla sua influenza nei tribunali locali come sceriffo e gran signore della regione.
Durante la ribellione del 1088, Roger si unì ad altri baroni contro Guglielmo II, che speravano di deporre in favore di Robert Curthose, duca di Normandia. Il fallimento della ribellione gli fece perdere le terre che, però riconquistò dopo essersi riconciliato con il re. 
Nel 1100 fu uno dei testimoni registrati sullo Statuto delle libertà, che conteneva le promesse di Enrico I fatte al momento dell'incoronazione che in seguito influenzarono la redazione la Magna Carta del 1215.
Nel 1101 ci fu un altro tentativo di nominare re Roberto di Normandia rimuovendo Enrico, ma questa volta Roger Bigod rimase fedele al re.
Morì il 9 settembre 1107 ed è sepolto a Norwich. Alla sua morte ci fu una disputa sul suo luogo di sepoltura tra il vescovo di Norwich, Herbert di Losinga e i monaci del Priorato di Thetford, che Bigod aveva fondato. I monaci affermarono che nello statuto di fondazione, Roger aveva indicato che il priorato avrebbe dovuto ospitare la sua tomba e quelle della sua famiglia e dei successori, pratica comune all'epoca. Il vescovo di Norwich trafugò il corpo nel cuore della notte e lo fece seppellire nella nuova cattedrale che aveva fatto costruire a Norwich. 
Per qualche tempo si pensò che avesse due mogli, Adelaide/Adeliza e Alice/Adeliza de Tosny. Gli storici ora ritengono che si trattasse della stessa donna, Adeliza (Alice) de Tosny (Toeni, Toeny), sorella e coerede di William de Tosny, signore di Belvoir.
A Roger successe il figlio maggiore, William Bigod, ma dopo la sua morte per annegamento nell'affondamento della Nave Bianca, l'erede divenne il suo secondo figlio, Hugh Bigod, 1º conte di Norfolk. Aveva anche tre figlie: Gunnor, che sposò Robert fitz Swein dell'Essex, signore di Rayleigh, Cecily, che sposò William d'Aubigny (Brito) e Maud, che sposò William d'Aubigny (Pincerna) e fu madre di William d'Aubigny, 1º conte di Arundel.